# Каршинска степ
Каршинската степ (на узбекски: Qarshi choʻli; на руски: Каршинская степь) е обширна вълниста равнина в южната част на Узбекистан, Кашкадаринска област. Простира се от хълмистите подножия на хребетите Зеравшански и Хисарски на изток до пустинята Сундукли на запад. Надморската ѝ височина варира от 500 m на изток до 200 m на запад. Отводнява се от река Кашкадаря и нейните многобройни притоци. Климатът е сух, полупустинен с годишна сума на валежите от 200 до 400 mm. Покрита е с пелиново-солянкова и ефемерова растителност. Голяма част от степта се напоява от иригационни канали, отклоняващи се от река Карадаря и там се отглеждат зърнени култури и памук. За допълнителното напояване на региона от река Амударя (в района на град Керки в Туркменистан) е изграден големия Каршински магистрален канал. Районът е гъсто заселен, като най-големите населени места са градовете Карши, Касан, Бешкент, Янги Нишан, Гузар и др.

## Топографска карта
- J-41-Б М 1:500000[2]
- J-42-А М 1:500000[3]